# しずてつジャストライン鳥坂営業所
しずてつジャストライン鳥坂営業所（とりさかえいぎょうしょ）とは、静岡市清水区にあるしずてつジャストラインの営業所。ペットマークはウサギ。

## 概説
静岡鉄道自動車部の静岡市内および郊外山間路線、都市間長距離路線を管轄する事業所として1970年代初頭に開設され、2000年代にバス事業の分社化により静岡鉄道自動車部静岡鳥坂営業所からしずてつジャストライン鳥坂営業所となり今日に至る。
鳥坂営業所の管轄する路線の多くは1960年代までは静岡国吉田営業所が所管していたが、なかでも静岡市北東部の千代田、瀬名地域では、1960年代半ばに事業が完了した上土団地に加え、南沼上団地、瀬名団地、東部団地のような大規模団地が以降も次々と建設されており、近隣には常葉学園の短期大学や橘高等学校が開校するなど急速な開発が進行し、輸送力の増強が必要となっていた。一方で、国吉田営業所に接続する静清国道（国道1号）の交通量は年々増加し、慢性的な渋滞が運用に支障を来たすようになっており、1968年（昭和43年）には静岡市議会が「東名高速道路の部分開通によっても静清国道の渋滞は解消されず、1日の交通量は容量に倍する麻痺状態に近く、この問題の根本対策は静清バイパスの建設以外に無い」として、静清バイパス建設促進に関する決議を採択するに至った。このため、現在の県道67号線（通称 北街道）と静清バイパス建設予定地の交差する清水市鳥坂付近に営業所の建設を開始した。
1970年（昭和45年）に静岡鳥坂営業所が竣工し、ツーマン運行を要する市内路線や「安倍線」「静岡井川線」等の郊外山間路線、「静岡甲府線」「東名静岡浜松線」などの都市間長距離路線や貸切バス事業が静岡国吉田営業所から移管された。郊外路線では、前出の瀬名地域と同様に1960年代末期から大規模な住宅団地の建設が相次いだ静岡市北西部、安倍川右岸の美和地域を運行する「美和線」も、「竜爪山線」と共に輸送力の増強が進められた。また、都市間路線では、東名高速道路の開通により「静岡沼津線」の東名経由への付け替えが行われ、静岡鉄道の出資で設立された御前崎サンホテルの開業に合わせて「特急静岡御前崎線」も開設された。
鳥坂営業所が開設された1970年代以降も、千代田、麻機地域では宅地造成や病院施設、卸売市場や流通団地などの建設が相次ぎ、それらを結ぶ新系統が開設された。加えて1970年代後半からバックカメラや中型バスの導入が進み、狭隘路線や山間路線のワンマン化が進行したことにより、さらなる運用の効率化が図られる事となった。 1970年代末期に静岡市岳美に唐瀬車庫が開設され、1980年代初頭には国吉田営業所と鳥坂営業所の一部路線の移管により唐瀬営業所が開設された。
1980年代末期には国吉田営業所の廃止に伴い、一部清水市内を走る路線（草薙瀬名新田線）や静岡市南部を起終点とする郊外路線（静岡久能山線、石田大谷線）が移管された。また、運輸省のバス交通活性化補助事業（都市新バスシステム導入助成）として「美和線」の停留所に接近表示機（バスロケーションシステム）とバスシェルターが設置され、併せて新型車両が導入されたことで、サービス改善が図られた。さらに1990年代半ばには、静岡駅を挟んだ南北路線の統合が行われ「美和大谷線」として直通運行による利便性向上が図られた。
山間路線の運行区域は広範なため、奥長島、有東木、下度、相渕、油山などの各系統の起終点では車両の夜間留置が行われ、1970年代以降は郊外路線の増強に従い瀬名新田、美和団地、足久保にも転回場や車庫が整備されたが、2000年代後半からは安倍川流域の足久保車庫、相渕車庫に車両の夜間留置は集約されている。
2011年2月1日のダイヤ改正から「北街道線」の運行を西久保営業所との共管で担当し、静岡市清水区中心部への乗り入れも開始した。

## 沿革
- 1970年（昭和45年）4月22日 - 静岡鳥坂営業所が竣工した。[5][11]
- 1983年（昭和58年）3月 - 国鉄静岡駅北口広場整備事業の完了により、北口バスターミナルへの乗り入れを開始した。[12]これに伴い新静岡バスターミナルの乗り場が変更されると共に、「静岡井川線」「安倍線」「美和線」の静岡駅方面行きは伝馬町経由となった。
- 1989年（平成元年）
  - 3月 - 瀬名新田と美和団地に「サイクルアンドバスライド」として駐輪場を整備した。 [13][14]
  - 8月 -「美和線」に都市新バスシステム用車両22台が導入された。[9][15]
  - 時期不詳 - 国吉田営業所が鳥坂営業所と唐瀬営業所に路線を移管し廃止された。
- 1995年（平成7年）- 「美和線」を小鹿営業所の所管する「小鹿大谷線」と統合した「美和大谷線」が開設された。[10]
- 2002年（平成14年）10月1日 - バス事業の分社化によりしずてつジャストライン鳥坂営業所として営業を開始した。
- 2005年（平成17年）6月 - JRバス関東との共同運行で「駿府ライナー号」（新宿 - 静岡線）が開業。以降、県外高速路線の管轄を開始した。
- 2011年（平成23年）2月 - 「北街道線」を西久保営業所との共管として受け持つようになった。

## 現在の営業路線（一般路線バス）

### 北街道線
- （65）静岡駅前 - 新静岡 - 銭座町 - 千代田小学校前 - 瀬名川西 - （65）鳥坂営業所 - フレスポ静岡 - 大内観音入口 - 押切（65） - 天王町 - 清水警察署入口 - （65）高橋東 - 秋葉前 - 一中前 - 清水駅（65）
  - 北街道（現 県道67号）を経由して静岡駅と清水駅を結ぶ大正時代からの路線であり、鳥坂営業所担当の中で、唯一清水区中心部に乗り入れる路線である。2011年2月1日のダイヤ改定から西久保営業所との共管となった。

### 竜爪山線
- 運行系統および主要停留所
  - 静岡駅前 - 新静岡 - 水落町もくせい会館入口常葉大学静岡水落キャンパス前 - 三松 - 瀬名川一丁目（旧・「東部団地入口」） - 瀬名新田（61）・長尾川老人福祉センター（開館日のみ運行・61） - 則沢（そくさわ・63）
- 概説
  - 「北街道線」の瀬名川から分岐し、竜爪街道（りゅうそうかいどう 現 県道201号）を経由して静岡駅と長尾川上流の竜爪山登山口である平山を結ぶ山間路線であったが、1960年代後半以降、上土、南沼上、瀬名地域などで宅地開発や学校施設の建設が進行したことにより、現在の「こども病院線」「東部団地線」「水梨東高線」などの支線系統が開設され、静岡駅と竜南、瀬名地域を結ぶ基幹系統へと変貌した郊外路線である。瀬名新田行きは「水梨東高線」との誤乗防止のため「瀬名新田 瀬名川経由」と表示されている。
  - 戦後、静岡営業所の管轄で路線が再開され、静岡第二営業所、国吉田営業所の管轄を経て鳥坂営業所の開設時に共管路線となった。さらに国吉田営業所の廃止時に鳥坂営業所に全面移管された。
  - 事業者単独では維持が困難な山間区間（瀬名新田 - 則沢）では、2009年（平成21年）から日中に予約制のデマンドバスが導入されたが、2024年（令和6年）9月を以って廃止され、現在は静岡市による区間補助により、静岡駅 - 則沢 間が平日のみ1日5往復運行されている。[16]
- 沿革
  - 1924年（大正13年）5月15日 - 静岡自動車が静岡駅前 - 横内町 間に「横内線」を開設した。[17]
  - 1925年（大正14年）9月6日 - のちの望月自動車が平山 - 草薙間に乗合路線を開設した。 [18][19]
  - 1929年（昭和4年）3月19日 - 静岡電気鉄道がのちの「北街道線」を宮寺自動車から継承した。
  - 1943年（昭和18年）
    - 5月15日 - 「北街道線」が静岡鉄道に承継された。
    - 10月21日 - 望月自動車の買収により、平山 - 草薙間の路線が静岡鉄道に承継された。[20]

  - 1953年（昭和28年）- 静岡鉄道の時刻表では「龍爪線」として1日6往復の運行であった。
    - 静岡駅 - 瀬名川 - 平山

  - 1956年（昭和31年）- 静岡第二営業区の管轄となった。
  - 1960年（昭和35年）8月 - 南沼上、北沼上を経由して静岡 - 平山を結ぶ系統が開設された。
    - 南沼北沼経由：静岡駅前 - 新静岡 - 水落町 - 千代田小 - 上土団地 - 南沼上 - 田ヶ谷入口 - 北沼上 - 長尾上 - 平山

  - 1962年（昭和37年）
    - 4月 - 田ヶ谷入口 - 瀬名新田 間が認可され、南沼上経由が開設された。[21]
      - 南沼上経由：静岡駅前 - 新静岡 - 水落町 - 千代田小 - 上土団地 - 南沼上 - 田ヶ谷入口 - 瀬名新田

    - 12月1日 - 静岡駅前の渋滞緩和のため、旧電車通りから栄町経由で水落に至る経路に変更された。[22]
      - 新静岡 - 静岡駅前 - 栄町 - 水落町 - (略)

  - 1963年（昭和38年）8月現在の時刻表では静岡 - 平山間は瀬名川経由が1日16往復、南沼北沼経由が3往復の運行であった。
    - 南沼上経由：新静岡 - 静岡駅前 - 栄町 - 水落町 - 千代田小 - 上土団地 - 南沼上 - 田ヶ谷入口 - 瀬名新田
    - 南沼北沼経由：新静岡 - 静岡駅前 - 栄町 - 水落町 - 千代田小 - 上土団地 - 南沼上 - 田ヶ谷入口 - 北沼上 - 長尾上 - 平山
    - 瀬名川経由：新静岡 - 静岡駅前 - 栄町 - 水落町 - 千代田小 - 川合 - 瀬名川 - 瀬名新田 - 長尾温泉 - 長尾上 - 平山

  - 1966年（昭和44年）5月 - 新静岡バスターミナルの開設に伴い静岡駅から新静岡を経由する経路に変更された。
  - 1970年（昭和45年）
    - 2月 - 則沢まで延伸した。[21]
    - 4月23日 - 鳥坂営業所の開設に伴い国吉田営業所との共管を開始した。

  - 1971年（昭和46年）- 南沼北沼経由が瀬名新田の転回場で折り返しとなり、ワンマン運行の神明前経由となった。ツーマン運行の平山、則沢系統は全て瀬名川経由となり、瀬名新田 - 長尾上区間が北沼上経由となった。[23]
  - 1973年（昭和48年）の路線図では次の系統が存在した。
    - 神明前経由: 静岡駅前 - 新静岡 - 千代田小 - 上土団地 - 神明前 - 瀬名新田（60）
    - 瀬名川経由: 静岡駅前 - 新静岡 - 千代田小 - 川合 - 瀬名川（- 鳥坂営業所（64））- 瀬名新田（61）- 北沼上 - 平山（62）／則沢（63）

  - 1974年（昭和49年）12月 - 静岡流通センターへの支線が認可された。[21]
  - 1975年（昭和50年）3月 - 静岡流通センターが操業を開始した。同年9月現在の時刻表では次の系統が存在した。[24]なお、平山停留所が集落の中心部から則沢方面への入口に移転している。
    - 神明前経由: 静岡駅前 - 新静岡 - 千代田小 - 上土団地 - 神明前 - 瀬名新田（60）
    - 瀬名川経由: 静岡駅前 - 新静岡 - 千代田小 - 川合 - 瀬名川（- 鳥坂営業所（64）） - 瀬名新田（61） - 北沼上 - 平山（62）- 則沢（63）
    - 流通系統：静岡駅前 - 新静岡 - 千代田小 - 流通センター（66）

  - 1976年（昭和51年）- バックカメラ付の大型９ｍバスの導入により、平山、則沢系統がワンマン化された。
  - 1977年（昭和52年）4月 - 県立こども病院の開業に伴い開設された「こども病院線」に流通センター系統を分離統合した。[21]
  - 1979年（昭和54年）9月 - 県営住宅東部団地への支線系統が認可され、国吉田営業所の管轄で「東部団地線」として運行を開始した。
  - 1980年（昭和55年）1月8日 - 瀬名に常葉学園大学（のちに常葉大学瀬名キャンパス）が開学した。
  - 1989年（平成元年）8月 - 国吉田営業所廃止に伴い鳥坂営業所に全面移管された。
  - 1992年（平成4年）1月 - バスロケーションシステムが導入された。[25]
  - 2007年（平成19年）10月 - 神明前経由が「水梨東高線」として系統が分離された。
  - 2009年（平成21年）4月1日 - 瀬名新田 - 則沢間の日中時間帯の運行を予約制のデマンドバス化し、平成22年度から静岡市による区間補助の対象となった。[16][26]
  - 2014年（平成26年）4月1日 - 静岡駅 - 常葉大学間を結ぶ快速便（62）の運行を開始した（平日のみ下り3本・上り4本）。快速便は常葉大学の構内にも乗り入れる設定となっていた。
  - 2018年（平成30年）3月25日 - 常葉大学快速便が廃止された。
  - 2020年（令和2年）6月8日 - 西久保営業所との共管となった。
  - 2024年（令和6年）9月30日 - 同日の運行を以ってデマンドバス「りゅうそう号」の運行が廃止された。

### 水梨東高線
- 運行系統および主要停留所
  - 静岡駅前 - 新静岡 - 水落町もくせい会館入口常葉大学静岡水落キャンパス前 - 三松 - 沓谷（くつのや）東・アプリイ沓谷前 - 上土団地前 - 南沼上団地入口（60-1） - 東高前 - 水梨 - 瀬名新田（60）
- 概説
  - 2007年（平成19年）10月 - 「竜爪山線」の神明前経由を分離して開設された。「井の宮線」に神明町や神明宮という名称の停留所があるため、誤乗防止のため神明前停留所が「利倉（とくら）神社前」に変更され、行先表示も「瀬名新田 東高経由」となった。
  - 2012年（平成24年）4月 - 静岡市内には複数の県営団地が存在するため、県営団地入口停留所が「南沼上団地入口」に変更され、同停留所までの区間便が新設された。
  - 2020年（令和2年）6月8日 - 西久保営業所との共管となった。

### 東部団地線
- 運行系統および主要停留所
  - 静岡駅前 - 新静岡 - 三松 - 瀬名川一丁目 - 東部団地（68）
- 概説
  - 「竜爪山線」の支線として1970年代末期に開設された、現在の県道67号静岡清水線（通称 北街道）を経由して静岡市中心部と葵区東部の東部団地を結ぶ路線である。
  - 団地付近には常葉大学系列の学校が多くあるため学生の利用も多く、常葉短大までの乗入れも行っていたが、2016年（平成28年）に草薙駅近隣に開設された静岡草薙キャンパスに学部の多くが集約されたため、短大乗り入れは廃止されている 。
  - 平日の朝夕は15～20分間隔、平日の日中と土日祝日は30分間隔で運行している。
- 沿革
  - 1970年（昭和45年）- 瀬名地区に静岡県営東部団地が建設され、最寄りの北街道に東部団地入口停留所（竜爪山線瀬名川経由、北街道線）が開設された。
  - 1979年（昭和54年）9月 - 静岡国吉田営業所の管轄で「静岡久能山線」「登呂線」などと共通の、道路事情に合わせたバックカメラ付き中型バスで運行を開始した。[21][27]
    - 静岡駅前 - 新静岡 - 千代田小 - 川合 - 東部団地（68）

  - 1989年（平成元年）時期不詳 - 国吉田営業所の廃止に伴い唐瀬営業所に移管された。
  - 1992年（平成4年）1月 - バスロケーションシステムが導入された。[25]
  - 1997年（平成9年）4月1日 - 平日のみ運行で1日8往復が常葉短大への乗り入れを開始した。[28][29]
  - 2008年（平成20年）10月1日 - 唐瀬営業所から鳥坂営業所に移管された。
  - 2016年（平成28年）12月28日 - 東部団地 - 常葉短大区間が同日の運行を以って終了した。
  - 2020年（令和2年）6月8日 - 西久保営業所との共管となった。

### 草薙瀬名新田線
- 主要停留所
  - 草薙駅北口 ‐ 常葉大学附属橘高校入口 ‐ 瀬名新田
- 概説
  - 瀬名新田から県道201号平山草薙停車場線（通称 竜爪街道）を経由して草薙駅を結ぶ路線であり、1970年代末期に国鉄草薙駅および静鉄草薙駅を交通結節点に、南北の文教地区を結ぶ路線として開設された。草薙駅南側の草薙から谷田にかけての有度山麓地域では、1960年代後半から宅地開発が進行し、県立静岡女子大学が開学、さらに1970年代初頭には女子大の隣接地に静岡県文化センターとして県立中央図書館が開館し、県立美術館や静岡県立大学の建設も計画されていた。一方、草薙駅北側の瀬名地区でも宅地開発が進行し、1960年代に開校した静岡北高校と常葉学園の運営する橘高校に加え、常葉学園大学の開学が間近に迫り、それまで「竜爪山線」や「北街道線」を通じて静岡駅や清水駅を結ぶ経路から、草薙駅へ短絡する接続路線が求められていた。このような背景から、それまで県立静岡女子大学から静鉄運動場前駅へのフィーダー路線であった「文化センター線」を廃止し、草薙団地から県立女子大入口、草薙駅を経由し、さらに瀬名川から「竜爪山線」に接続し瀬名新田まで乗り入れる系統を「草薙瀬名新田線」として開設した。
  - 静清土地区画整理事業と都市計画道路 南幹線（現 県道407号静岡草薙清水線）の整備[30]が進行した1990年代初頭には、清水市の三保地区から草薙駅を経由して草薙団地まで乗り入れる「三保草薙線」が開設され、さらに「県立美術館線」（草薙駅⇔県立美術館）を「草薙瀬名新田線」に統合した。以降、草薙団地と県立大学周辺では、ラッシュ時と日中の旅客の流動状況に合わせた時間帯による運行経路の変更を実施した。
  - 2010年代後半には 常葉大学静岡草薙キャンパスがJR草薙駅近くに開校し、瀬名キャンパスから学部等の多くの機能が移転したことにより大幅に減便され、さらにJR草薙駅の駅舎改築工事の完了に伴い草薙駅北口を発着する「草薙瀬名新田線」（瀬名新田⇔草薙駅）と、南口を発着する「草薙美術館線」（草薙駅⇔県立大学前・県立美術館前）「三保草薙線」（折戸車庫⇔草薙駅⇔県立大学前・草薙団地）に系統が整理分割された。
- 沿革
  - 1925年（大正14年）9月6日 - のちの望月自動車が平山 - 草薙間に乗合路線を開設した。[18][19] [31]
  - 1943年（昭和18年）10月 - 静岡鉄道が望月自動車を買収した。
  - 1963年（昭和38年）- 「竜爪山線」の瀬名原停留所近くに静岡県自動車工業高等学校（のちの静岡北高校）が開校した。
  - 1967年（昭和42年）4月1日 - 静岡市谷田に県立静岡女子大学が開学した。[32]
  - 1969年（昭和44年）10月 - 静岡鉄道不動産部が草薙団地（96区画）の分譲を開始した。 [33]
  - 1979年（昭和54年）- 草薙駅から女子大入口を経由して草薙団地を結ぶ「草薙瀬名新田線」が開設された。
  - 1980年（昭和55年）
    - 1月 - 瀬名に常葉学園大学（現 常葉大学瀬名キャンパス）が開学した。
    - - 自動車工業高校が静岡北高校に校名を変更した。

  - 1983年（昭和58年）3月 - 同月現在の路線図では次の経路を運行していた。
    - 瀬名新田 - 瀬名原 - 西奈小学校前 - 常葉学園大学入口 - 瀬名川 - 弥生町 - 草薙駅前 - 草薙駅入口 - 女子大入口 - つつじヶ丘団地入口 - 草薙神社前 - 草薙団地

  - 1985年（昭和60年）4月現在の時刻表では次の3系統が存在した。
    - 瀬名新田 - 常葉短大入口 - 瀬名川 - 草薙駅前 - 草薙駅入口 - 女子大入口 - 草薙団地
    - 草薙駅前 ← 草薙駅入口 ← 女子大入口 ← 草薙団地
    - 瀬名新田 ← 常葉短大入口 ← 瀬名川 ← 草薙駅前

  - 1986年（昭和61年）4月18日 - 草薙駅前から県立美術館前駅を経由し並木通りから美術館を結ぶ「県立美術館線」が開設された。
  - 1987年（昭和62年）4月 - 静岡県立大学の開学に伴い女子大入口停留所名が県立大学入口となった。
  - 1989年（平成元年）8月 - 国吉田営業所廃止に伴い鳥坂営業所に移管された。
  - 1990年（平成2年）4月1日 - 清水市の三保地域から狐ヶ崎、草薙を経由して草薙団地まで乗り入れる「三保草薙線」が清水折戸営業所の管轄で開設された。
  - 1991年（平成3年）4月1日 - 「県立美術館線」が統合され、日中9時～16時台は県立美術館発着となった。当初は平日40回、概ね20分間隔の運行であった。[34]
    - 瀬名新田 - 常葉短大入口 - 瀬名川 - 草薙駅前 - 草薙駅入口 - 県立大学入口 - つつじヶ丘団地入口 - 草薙神社前 - 草薙団地
    - 瀬名新田 - 常葉短大入口 - 瀬名川 - 草薙駅前 - 美術館駅前 - 並木通り - プロムナード - 県立美術館

  - 1995年（平成7年）4月1日 - 静岡県立大学への乗り入れを開始した。 [35]
  - 2004年（平成16年）4月1日 - 草薙団地内に乗り入れる運行経路に変更された。[36]
    - 瀬名新田 -（略）- 草薙駅前 - 草薙駅入口 - 県立大学入口 - つつじヶ丘団地入口 - 草薙神社前（ → 草薙団地入口 → 桜田公園 → 草薙団地 → 草薙団地西 → 草薙団地北 → ）

  - 2010年（平成22年）4月1日 - 草薙駅前始発東部団地経由常葉短大行きが平日ダイヤの朝に1本設定された。
  - 2016年（平成28年）12月28日 - 同日の運行を以って東部団地 - 常葉短大間の運行を終了。
  - 2018年（平成30年）
    - 4月1日 - 常葉大学静岡草薙キャンパスの開校に伴い日中毎時1本の運行に減便され、3月末の運行を以って瀬名川南→東部団地間の運行も終了した。
    - 10月1日 - JR草薙駅の駅舎改築に伴い、草薙駅南口 - 県立美術館区間が「草薙美術館線」に、草薙駅南口 - 草薙団地区間が「三保草薙線」に分離された。

### 草薙美術館線
- 草薙駅南口 - 静鉄美術館駅前 - 並木通り - プロムナード - 県立美術館（47）
- 草薙駅南口 ← 草薙一丁目 ← 県立大学入口 ← 県立大学前 ← 県立美術館（平日1便のみ運行）
  - 2018年（平成30年）10月1日ダイヤ改正でJR草薙駅の駅舎改築に伴い、「草薙瀬名新田線」から系統を分離して開設された。
  - 平日および土曜日は9～17時台毎時1本の9往復運行し、うち平日17時台の草薙駅南口行きの片道1便のみ県立大学前経由となる。日祝日は16時台までの8往復のみ運行。
  - 本路線は事業者単独では路線維持が困難なことから、静岡市の補助（静岡市バス路線維持費補助金）を受けて運行している[37]。

### 県立美術館線
- 運行系統および主要停留所
  - 新静岡 - 静岡駅前 - 下横田 - 東静岡駅南口 - 草薙陸上競技場南 - 国吉田公民館 - 県立美術館（44）
- 概説
  - 新静岡、静岡駅前、東静岡駅南口と静岡県立美術館を結ぶ路線であり、1990年代半ばに、それまでの「県立美術館線」（草薙駅⇔県立美術館）を「草薙瀬名新田線」に統合し、「運動場線」（新静岡・静岡駅⇔県立美術館／新静岡・静岡駅⇔東芝前）を名称変更して開設された。なお、現在は旧「県立美術館線」は「草薙瀬名新田線」から再分離され「草薙美術館線」となっている。
  - 本路線は事業者単独では路線維持が困難なことから、静岡市の補助（静岡市バス路線維持費補助金）を受けて運行している[37]。
- 沿革
  - 1994年（平成6年）4月1日 - 「運動場線」草薙駅 - 池田山団地系統を「静岡日本平線」に整理統合し、残る聖一色経由の2系統が「県立美術館線」に名称変更された。[38]
    - 新静岡 - 静岡駅前 - 下横田 - 池田橋 - 静岡学園入口 - 聖一色 - 青少年センター前（ - 栗原 - 東芝前（43）） - 国吉田公民館 - 並木通り - プロムナード - 県立美術館（44）

  - 1999年（平成11年）4月1日 - 南幹線を経由してJR東静岡駅に乗り入れる経路に変更された。[39]
    - 新静岡 - 静岡駅前 - 下横田 - 東静岡駅南口 - 池田橋 - 静岡学園入口 - 国吉田公民館（ - 栗原 - 東芝前（43））- 並木通り - プロムナード - 県立美術館（44）

  - 2013年（平成25年）4月1日 - （43）系統の草薙陸上競技場南（旧 青少年センター前） - 国吉田1丁目（旧 東芝前）区間が廃止され、国吉田公民館発着に変更された。
    - 新静岡 - 静岡駅前 - 下横田 - 東静岡駅南口 - 池田橋 - 静岡学園入口 - 聖一色 - 草薙陸上競技場南 - 国吉田公民館（43） - 並木通り - プロムナード - 県立美術館（44）

### 日本平線
- 新静岡 - 静岡駅前 - 東静岡駅南口 - 動物園入口 - 英和学院大学池田山団地（41） - 日本平ロープウェイ（42）
  - 小鹿営業所・唐瀬営業所・相良営業所・浜岡営業所と共管していたが、2020年新型コロナによりダイヤが改正され、平日のみ鳥坂営業所の担当が復活。
  - 特急静岡相良線からの直通運行や、相良．浜岡車両の間合い運用が2020年の新型コロナによるダイヤ改正で無くなった。

### 安倍線
- 運行系統および主要停留所
  - 新静岡 - 静岡駅前 - 八千代町 - 中部運転免許センター入口 - 桜峠入口 - 麻機（あさばた・109）
  - 新静岡 - 静岡駅前 - 八千代町 - 中部運転免許センター北部体育館入口（110）
  - 新静岡 - 静岡駅前 - 八千代町 - 中部運転免許センター入口 - 油山（111） - 六番 - 相渕（112） - 下渡（したど・113） - 渡本（どもと） - 有東木（うとうぎ・114）／梅ヶ島温泉（116・116-2（中部運転免許センター北部体育館入口経由））
  - 新静岡 - 静岡駅前 - 八千代町 - 中部運転免許センター入口 - 桜峠入口 - 油山 - 六番 - 上助（かみすけ） - 上落合（118）／横沢（119）
  - 相渕 - 下渡（平日1往復のみ）
  - 相渕 - 下渡 - 有東木（相渕方面行は平日のみ運行）
  - 有東木→下渡→相渕→六番（平日夕方1便のみ運行）
  - 六番 - 上助 - 上落合／横沢
- 概説
  - 安倍川沿いを運行する複数の系統によって構成されており、油山（ゆやま）以北の山間地域は静岡市による区間補助により維持されている[37]。また、下地区にターミナルを整備して市街地と山間地の系統分離を行う検討が行われている[40]。
  - 相渕 - 梅ヶ島温泉・有東木、上助 - 上落合・横沢の各区間は雨量によって道路に通行規制がかかるため、大雨降雨時および積雪時はこれらの区間が運休となる場合がある。
  - 109系統は、大浜麻機線72系統・麻機行きと経由地が大きく異なるため、誤乗防止として前・横の行先表示は「（鯨ヶ池）老人福祉センター→あさばた」後部は「あさばた」と、行先がひらがな表記される。
  - 新静岡発梅ヶ島温泉行きの下り始発便は中部運転免許センター北部体育館入口を経由するため、系統番号に枝番（116-2）が振られる。
  - 平日の新静岡発梅ヶ島温泉行き1便・4便は六番で横沢行き、有東木行き2便は六番で上落合・横沢行きにそれぞれ接続している。また、上りの相渕・六番止まりの便もそれぞれ終点で新静岡行きに接続するダイヤが組まれている。[注 1]
  - 井川地区自主運行バスへの接続便には正面に「井川行連絡」の札が掲出される。
  - 静岡井川線の廃止に伴い、から、横沢発着のバスのうち2往復は井川地区自主運行バス（井川地区自主運行バス管理事務所が運行）に接続を開始。該当の便には正面に「井川行連絡」の札が掲出される。
  - 横沢と上落合には車両留置場がないため、最終の到着便と朝の始発便は、それぞれの地点と夜間バスが留置されている車庫間とを回送している。[注 2]
  - 上落合には昭和50年代まで上落合郵便局という特定郵便局があったが、簡易郵便局に格下げされずにそのまま廃止された。建物自体は現在も残っている。
- 沿革
  - 1923年（大正12年）[41][42]
    - 2月3日 - 宮寺自動車商会が静岡駅前 - 井ノ宮妙見下間に「井宮線」を開設した。
      - 静岡駅前 - 追手町 - 馬場町 - 井ノ宮妙見下

    - 12月20日 - 横山健次郎が清水自動車商会（のちの身興自動車・山の手線）を経営する山下栄蔵らと共に安倍自動車商会を設立し、材木町 - 牛妻坂下 間に「牛妻線」として路線を開設した。 
      - 材木町 - 賎機村松富 - 牛妻駅 - 牛妻坂下（郵便局隣）

  - 1927年（昭和2年）[43][44]
    - 3月11日 - 安倍自動車商会が牛妻 - 玉川村上助間の免許を得て、同月20日より運行を開始した。
      - 牛妻 - 俵沢 - 唯間 - 上助

    - 4月21日 - 安倍鉄道が鉄道線防衛のために井宮駅 - 牛妻駅間と静岡駅 - 井宮駅間の免許を得て、同月25日より井宮駅 - 牛妻駅間の運行を開始した。
      - 井宮駅 - 籠上 - 松富下 - 門屋 - 牛妻駅

    - 12月1日 - 安倍鉄道が静岡駅 - 井宮駅間の乗合自動車の運行を開始した。宮寺自動車商会との路線の重複ができないため両替町経由としていた。
      - 静岡駅 - 両替町 - 研屋町 - 井宮駅

  - 1929年（昭和4年）3月19日 - 静岡電気鉄道が安西線（のちの静岡市内線）防衛のために宮寺自動車商会を買収し「井宮線」を継承した。
  - 1932年（昭和7年）12月 - 安倍鉄道が運行を休止した。
  - 1933年（昭和8年）- 安倍自動車商会が安倍鉄道の乗合自動車の営業権買収を完了し、山下自動車商会として営業を開始した。[45]
    - 静岡駅 - 両替町 - 研屋町 - 井宮駅 - 籠上 - 松富下 - 門屋 - 牛妻駅 - 俵沢 - 唯間 - 上助

  - 1934年（昭和9年）6月16日 - 安倍鉄道が旅客運輸営業を廃止した。
  - 1943年（昭和18年）10月21日 - 戦時統合により山下自動車商会から静岡鉄道に路線が承継された。
  - 1948年（昭和23年）12月7日 - 梅ヶ島行路線の延長（湯森 - 梅ヶ島間）を申請した。[46]
  - 1949年（昭和24年）7月23日 - 梅ヶ島への延長申請が認可され、8月7日より運行を開始した。[46][47]
  - 1953年（昭和28年）9月 - 同月現在の時刻表では次の3系統が運行されていた。 
    - 静岡駅 - 篭上 - 牛妻 - 六番 - 上助
    - 静岡駅 - 篭上 - 牛妻 - 六番 - 平野 - 湯森
    - 静岡駅 - 篭上 - 牛妻 - 六番 - 平野 - 湯森 - 梅ヶ島

  - 1956年（昭和31年）- 機構改正により静岡営業所静岡第二営業区の管轄となった。
  - 1959年（昭和34年）
    - 4月8日 - 安倍川に永久橋の曙橋が開通した。[48][49]
    - 11月25日 - 新区間（玉川村柿島 - 上落合）の免許が申請された。[50]

  - 1962年（昭和37年）
    - 5月16日 - 上落合、横沢まで延伸した。[51]
      - 新静岡 - 静岡駅前 - 中町 - 材木町 - 篭上 - 牛妻 - 六番 - 平野 - 湯森 - 梅ヶ島
      - 新静岡 - 静岡駅前 - 中町 - 材木町 - 篭上 - 牛妻 - 六番 - 上助
      - 新静岡 - 静岡駅前 - 中町 - 材木町 - 篭上 - 牛妻 - 六番 - 上助 - 横沢
      - 新静岡 - 静岡駅前 - 中町 - 材木町 - 篭上 - 牛妻 - 六番 - 上助 - 上落合

    - 11月1日 - 静岡市内線の新静岡電停跡に新のりばが落成した。
    - 12月1日 - 同日より静岡駅前の渋滞緩和措置として、往路復路の運行経路並びに静岡駅前乗降場所を変更した。
      - 新静岡 → 静岡駅前（ブラザー前[注 3]）→ 宝台橋（停車無し）→ 昭和町 → 本通三丁目 → 中町 →（略）
      - 新静岡 ← 静岡駅前（旧電車通り[注 4]） ← 県民会館前 ← 中町 ←（略）

  - 1963年（昭和38年）8月1日 - 大井川鉄道との相互乗り入れで急行「静岡井川線」が開設された。[52]
    - 新静岡 - 静岡駅前 - 本通二丁目 - 仲町 - 片羽町 - 妙見下 - 松富 - 牛妻局前 - 六番 - 上助 - 横沢 - 富士見峠 - 井川駅前 - 西山平 - 井川大橋 - 田代 - 八木尾又 - 畑薙第二えん堤前 - 中電本部前 - 畑薙第一えん堤前

  - 1969年（昭和44年）1月1日 - 清沢、大川、玉川、井川、大河内、梅ヶ島の6ヶ村が静岡市に編入合併し、以降、静岡市中心部と旧大河内村の有東木を結ぶ支線系統が誕生した。[53][54]
  - 1970年（昭和45年） - 静岡国吉田営業所から静岡鳥坂営業所に運行を移管した。
  - 1971年（昭和46年）3月 - 運転免許試験場が静岡市与一右ヱ門新田に竣工し、5月1日から試験業務を開始。これにあわせて運転免許試験場系統が開設された。[55]
    - 新静岡 - 静岡駅前 - 篭上 - 運転免許試験場（110）
    - 新静岡 - 静岡駅前 - 篭上 - 牛妻坂下（111）- 六番（112）- 相渕 - 渡本（113）- 有東木（114）
    - 新静岡 - 静岡駅前 - 篭上 - 牛妻坂下 - 六番 - 相渕 - 渡本 - 湯の森 - 本村（115）- 梅ヶ島（116）
    - 新静岡 - 静岡駅前 - 篭上 - 牛妻坂下 - 六番 - 上助（ - 横沢（117））- 上落合（118）

  - 1980年（昭和55年）4月30日 - 鯨ヶ池老人福祉センターが開館し、同センターへの支線系統が開設された。[56][57]
  - 1983年（昭和58年）の路線図では、111系統が牛妻坂下から曙橋を渡り安倍川対岸の油山まで、112系統が六番から相渕までそれぞれ延伸している。
    - 新静岡 - 静岡駅前 - 篭上 - 老人福祉センター（109）
    - 新静岡 - 静岡駅前 - 篭上 - 運転免許試験場（110）
    - 新静岡 - 静岡駅前 - 篭上 - 油山（111）- 六番 - 相渕（112）- 渡本（ - 有東木（114）） - 湯の森 - 本村 - 梅ヶ島（116）
    - 新静岡 - 静岡駅前 - 篭上 - 油山 - 六番 - 上助（117）（- 上落合（118））- 横沢（119）

  - 1986年（昭和61年）の路線図では113系統が渡本から下渡村に区間縮小されている。
    - 新静岡 - 静岡駅前 - 篭上 - 牛妻坂下 - 油山（111）- 六番 - 相渕（112）- 下渡村（113）- 渡本（ - 有東木（114）） - 湯の森 - 本村 - 梅ヶ島（116）

  - 1989年（平成元年）12月 - 新静岡 - 運転免許試験場区間で都市新バスシステムの運用が開始された。[15]
  - 1994年（平成6年）3月 - 新桜峠トンネルが竣工した。これにあわせて賎機（しずはた）地区と麻機（あさばた）地区を結ぶバス路線の開設が地元および静岡市から要望された。[58]
  - 1995年（平成7年）- 109系統が麻機まで延伸した。
    - 新静岡 - 静岡駅前 - 籠上 - 老人福祉センター - 麻機（109）

  - 2008年（平成20年） 6月1日 - 「静岡井川線」の廃止に伴い横沢発着系統の内2往復が井川地区自主運行バス（井川地区自主運行バス管理事務所が運行）に接続を開始。
  - 2011年（平成23年）9月2日 - 台風12号による大雨で静岡県道189号三ツ峰落合線が土砂崩れにより通行止めとなった影響で、同年12月16日から2014年3月31日までの間、井川地区自主運行バスは上落合で安倍線と接続し、上落合行きの該当便に「井川行連絡」の表示を掲出して運行した。

### 美和大谷線
- 運行系統および主要停留所
  - （127）奥長島・（126）足久保団地 - 美和中学校前 -（124）美和団地 - 安倍口団地（早朝の美和方面行は経由せず） - 西ヶ谷運動場入口 - 秋山町 - 籠上 - 中町 - 新静岡 - 静岡駅前 - 栄町 - 下横田 - 競輪場入口 - 堀ノ内 - 静岡大学（35）- 井庄・大谷小学校（ - ふじのくに地球環境史ミュージアム（37））- 東大谷（34）
  - （127）奥長島・（126）足久保団地 - 美和中学校前 -（124）美和団地 - 安倍口団地（早朝の美和方面行は経由せず） - 西ヶ谷運動場入口 - 秋山町 - 籠上 - 中町 - 新静岡 - 静岡駅前 - 栄町 - 下横田 - 競輪場入口 - 堀ノ内  - 片山南 - 井庄・大谷小学校（ - ふじのくに地球環境史ミュージアム（38））- 東大谷（36）
  - この他に静岡駅前発着便もある。
- 概説
  - 静岡市中心部を南北に縦貫する基幹路線であり、静岡市北西部の住宅地と静岡市中心部を結んでいた「美和線」と、静岡大学や静岡済生会総合病院などと新静岡を結んでいた「小鹿大谷線」の統合により1990年代に開設された。
  - 美和団地 - 堀ノ内間は平日の日中は概ね12分間隔、土日祝日は15分間隔で運行される。また、堀ノ内 - 井庄間は静岡大学経由と大谷街道経由があり、静岡大学を経由する便・静岡大学止まりの便にはそれぞれ系統番号が別に振られている。
  - 原田 - 奥長島間は事業者単独では路線維持が困難なことから、静岡市の補助（静岡市バス路線維持費補助金）を受けて運行している[37]。
  - 小鹿営業所、丸子営業所との共管路線である。
- 沿革
  - 1995年（平成7年）4月1日 -「小鹿大谷線」と「美和線」を統合し、小鹿営業所との共管により開設された。[10][35]
  - 1997年（平成9年）4月1日 - 静大経由の運行本数を大幅に増回（午前 大谷方面7～8分間隔、午後 足久保方面 7～8分間隔）した。[28]
  - 2010年（平成22年）10月1日 - 新静岡ターミナルビル再開発事業のため、静岡大学・大谷方面行き乗り場が「11 新静岡伝馬町」停留所となった。また、大谷地区区画整理事業により大谷停留所の転回場が廃止され、新たに東大谷に整備された転回場に東大谷停留所を移転し、東大谷まで延伸した。
  - 2011年（平成23年）10月 - 新静岡の美和・足久保方面行き乗り場が「12 新静岡御幸町」停留所となった。
  - 2016年（平成28年）3月26日 - ふじのくに地球環境史ミュージアムの開館に伴い、東大谷行き日中1時間に3本の内1本が同ミュージアム行きとなった。（ミュージアム休館日は東大谷発着）[59]

### 西ヶ谷線
- 運行系統および主要停留所
  - 新静岡 - 静岡駅前 - 中町 - 八千代町 - 安西二丁目 - 若松町 - 平和町 - 秋山町 - 西ヶ谷総合運動場（122）
- 概説
  - 1960年代初頭に「美和線」の支線系統として開設され、下与左衛門から安倍川右岸支流の内牧川に沿って内牧川の起点までを結んでいたが、1990年代前半に静岡市西ヶ谷総合運動場が完成したことにより「西ヶ谷線」として分離された路線である。
  - バス事業の規制緩和を前にした1990年代末期には、「西ヶ谷総合運動場への路線バス利用は下与左衛門からも可能であり廃止による影響は少ない」という理由から「不採算路線再編計画」に盛り込まれ、静岡市と存続が協議された結果、内牧地区の公共交通の維持のため欠損補助路線として存続している。[37]
  - 2000年代には静岡市がオムニバスタウンの指定を受け、路線バス空白地帯の解消が協議された結果、安西橋経由で安倍川右岸の千代、慈悲尾地区を経由する系統が「千代慈悲尾線」として開設され、「西ヶ谷線」も若松町、平和町を経由するよう系統が変更された。
  - さらに現在は西ヶ谷総合運動場 - 内牧間が「千代慈悲尾線」に整理統合され、西ヶ谷総合運動場までの運行となっている。
- 沿革
  - 1960年（昭和35年）-「美和線」に内牧までの支線系統（内牧線）が開設された。[60]
  - 1987年（昭和62年）- 西ヶ谷清掃工場に隣接して市営運動公園の建設が開始された。
  - 1991年（平成3年）4月1日 -「美和線」から内牧系統が分離され、平和町から伊呂波町までの新区間を経由する「西ヶ谷線」が開設された。
    - 新静岡 - 静岡駅前 - 中町 - 赤鳥居 - 平和町 - 新伝馬 - 伊呂波町 - 秋山町 - 下与左衛門 - 西ヶ谷総合運動場（122）- 内牧（121）

  - 1994年（平成6年）4月1日 - 一部経路変更により材木町、井の宮局前経由となった。
  - 1998年（平成10年）6月 - 「不採算路線再編計画」に盛り込まれ、静岡市と存続が協議された。
  - 1999年（平成11年）4月1日 - 静岡市による欠損補助が開始された。
  - 2001年（平成13年）9月1日 - 新たに「千代慈悲尾線」が開設されると共に、路線バス空白地帯であった若松町を経由するように系統が変更された。
    - 新静岡 - 静岡駅前 - 中町 - 八千代町 - 安西二丁目 - 若松町 - 平和町 - 秋山町 - 西ヶ谷総合運動場（122） - 内牧（121）

  - 2008年（平成20年）10月1日 - 西ヶ谷総合運動場 - 内牧 間（121）が「千代慈悲尾線」に統合された。
  - 2017年（平成29年）3月26日 - 平日のみの運行となった。

### 千代慈悲尾（せんだいしいのお）線
- 運行系統および主要停留所
  - 新静岡 - 静岡駅前 - 中町 - 八千代町 - 安西二丁目 - 山崎 - 慈悲尾南 - 西ヶ谷総合運動場（129） - 内牧（128）
- 概説
  - 2000年代にオムニバスタウンに指定された静岡市が実施した「地域生活交通維持対策事業」によって新たに開設された系統である。同事業は公共交通の空白域などにおいて、利用者である住民とバス事業者、市の３者が協力しあい、半年から１年程度の試験運行を行い、その利用状況や問題点などを整理した後、本格的な導入を図るものであった。[61][62]
  - 1970年代後半に安倍川、狩野橋の深刻な渋滞の解消のため美和トンネルが開通し、新たに県道29号（梅ヶ島街道）と安西橋を経由して美和地域と静岡市街地を結ぶ通勤ルートが誕生したが、[63] ルート上の慈悲尾地区は、市営斎場、採石場や産業廃棄物処理施設、中小工場などが立地し人口は少なく、千代地区は宅地開発は進行しているものの、隣接する山崎地区にサイクルアンドバスライド駐輪場が設置された山崎停留所（藁科線）があるため採算性が見込めないという理由から、両地区は長らく路線バス空白地帯となっていた。1990年代から西ヶ谷総合運動場の整備拡充が進み新路線の開設が議論されるようになり、[64] [65]トンネル開通から23年後にようやく路線が開設され、静岡市の補助によって系統が維持されている[37]。
  - 「西ヶ谷線」とは、安西二丁目まで同一経路となるが、安西二丁目からは安西橋を渡り安倍川右岸の山崎、千代、慈悲尾地区を経由して西ヶ谷運動場入口で再度「西ヶ谷線」に合流する。
- 沿革
  - 1978年（昭和53年）10月 - 梅ヶ島街道、美和トンネルが開通した。[63]
  - 1998年（平成10年）9月29日 - 美和トンネル開通以降、20年来の悲願として千代、慈悲尾両町内会から静岡鉄道本社に路線開設の要望書が1万493人の署名と共に提出された。[65]
  - 2001年（平成13年）9月1日 - 試験運行が開始された。[66]
  - 2008年（平成20年）10月1日 - 「西ヶ谷線」の西ヶ谷総合運動場 - 内牧間が統合され、内牧まで延伸した。
  - 2017年（平成29年）3月26日 - 平日のみの運行となった。

### 特急静岡相良線
- 新静岡 - 静岡駅前 - 静岡IC入口 - 東名焼津西 - 東名大井川 - 吉田IC入口 - 片岡北吉田特別支援学校 - 吉田町役場 - 根松牧之原警察署入口 - 榛原総合病院（経由しない便あり） - 静波海岸入口 - 相良営業所（101）
  - 浜岡営業所、相良営業所、丸子営業所との共管である。
  - 2020年8月現在、主に日野セレガ4台で運行されているが、かつて静岡井川線で使用されていた日産ディーゼル車（後述）2台が運用に入ることもある。

### 富士山静岡空港静岡線
- 新静岡 - 静岡駅前 - 静岡IC入口 - 東名焼津西 - 東名大井川 - 吉田IC入口 - 井口堺 - 富士山静岡空港
  - 特急静岡相良線同様に浜岡営業所、相良営業所、丸子営業所との共管である。
  - 鳥坂営業所が管轄する新静岡始発の富士山静岡空港行きの便は井口堺を経由せず、吉田インター入口を経由するようになっている。

### 南アルプス登山線（夏季臨時路線）
- 新静岡 - 静岡駅前 - 井川駅前（新静岡行き降車のみ扱い）- 畑薙第一ダム
  - 静岡井川線の定期運行廃止に伴い、夏季登山シーズンのみ運行する臨時路線だが、静岡井川線時代とは異なり、上記停留所以外では乗降を扱わない。
  - 途中の上助以北は狭隘区間のため、定期運行時代と変わらず全区間ツーマン（車掌乗務）となっている。
  - 往復とも途中の横沢バス停・井川駅前にて、約10分間の開放休憩が取られる。横沢にはそのためのトイレ・駐車場所も静岡鉄道時代から設けられている。
  - 富士見峠にて、状況を鳥坂営業所に無線連絡するため運転停車するが、車外に出ることはできない。
  - 運賃が変更され、手荷物料金の別途徴収は行わなくなった。
  - 終点の畑薙第一ダムで、特種東海フォレストが運行する結ぶ送迎バスに接続する。[注 5]
  - 2008年度から運行を開始する予定だったが、2008年5月29日に井川ダム - 井川駅間の道路上で発生した土砂崩れの影響で2008年度は全面運休となり、2009年7月18日にようやく運行が開始された。
  - 2011年9月2日に、台風による大雨で静岡県道189号・横沢付近で土砂崩れが発生し通行止めになった影響で、2012年は全面運休した。
  - 2013年からは乗車には事前予約が必要となった。
  - 2020年シーズンは新型コロナウイルス感染拡大防止対策として静岡市が管理・運営する山小屋が全面閉鎖となったため、運休となった[67]。また、2021年シーズンも運休となり[68]、2022年に3年ぶりに運行が再開された[69]。
  - 2019年までは静岡井川線時代に導入された日産ディーゼル・スペースランナー（538・539号車）が本務車として使用されていたが、運休中に特定輸送に転用されたため、2022年からは静岡相良線用の日野・セレガが使用されている。
  - 本務車の他、増便にはロッド式シフトレバーを備えた三菱・エアロスターM（2945〜2947号車）や岡部営業所所属のワンロマ車両（2934号車）が使用されたこともあった。

### 日本平球技場線（Jリーグシャトル）
- 静岡駅前（北口） -《直行》- 日本平スタジアム
  - 日本平スタジアムでの清水エスパルス主催試合開催時に運行される。行きはキックオフ2時間半前からキックオフまで随時、帰りは試合の流れに合わせ随時運行。

### 静岡新宿線（旧「駿府ライナー」）

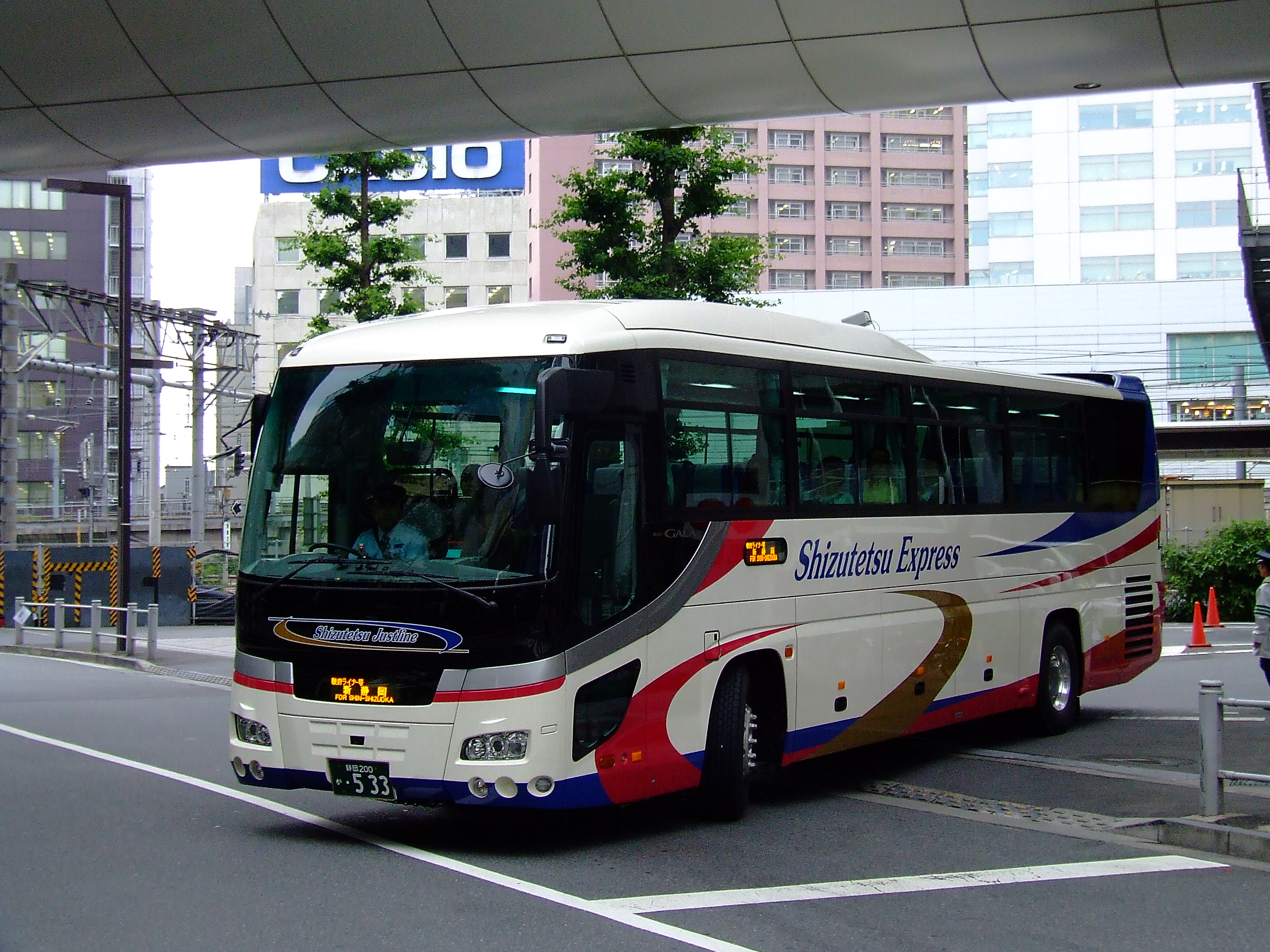
駿府ライナー（当時）

## 現在の営業路線（県外高速路線）

### 静岡羽田空港線（旧 静岡横浜線 横浜ライナー号）
- 静岡駅前 - 新静岡 - 三松 - 沓谷 - 古庄 - 瀬名川西 - 押切 - 高速バス永楽町（乗車）/永楽町（降車）＝＝ 横浜駅(YCAT) - みなとみらい・横浜ベイホテル東急 - 元町・中華街・横浜人形の家 - 羽田空港（羽田エアポートガーデンバスターミナル）
  - 2009年12月23日より定期運行開始。当初の終着地は、みなとみらい。なお、それ以前から静岡発着の横浜日帰り募集型企画旅行商品扱いとして、実質的な試験運行（販売および需要調査）が積み重ねられていた。
  - 2010年12月18日より、元町・中華街・横浜人形の家まで延長。
  - 2011年2月1日のダイヤ改正で1日2往復から3往復に増回[70]、2012年4月1日から4往復に増回、2019年7月1日から3往復に減回。
  - 途中足柄サービスエリアにて、約10分間の開放休憩が取られる。
  - 静岡駅前案内所・新静岡バスターミナルおよび当路線横浜行き車内では、YCATの同一フロアで乗り継ぎ可能である、羽田京急バスが運行する羽田空港行きリムジンバスの片道乗車券も別途販売していた[71]。
  - 2020年4月21日より、羽田空港まで延長し、WILLER EXPRESSと共同で運行開始予定としていたが、新型コロナウイルス感染症の流行、改正・新型インフルエンザ等対策特別措置法32条による緊急事態宣言発令と、これに伴う羽田エアポートガーデンの開業延期により延期された。
  - 2022年3月19日より、静岡駅前 - 元町・中華街・横浜人形の家間の運行を再開（土曜・日曜・祝日のみの運行）。元町・中華街・横浜人形の家 - 羽田空港間は引き続き運休[72]。
  - 2023年1月31日、羽田エアポートガーデンの全面営業開始に伴い全区間運転開始（1日1往復）。なお以前に発表されたWILLER EXPRESSとの共同運行は行わず、自社単独で運行[73]。

### 静岡甲府線
- 停車停留所
  - 静岡駅前 - 新静岡 - 三松 - 沓谷 - 身延 - 上今諏訪 - 西八幡 - 甲府昭和 - 甲府駅 - 竜王
- 沿革
  - 2012年（平成24年）7月20日 - 山梨交通と共同運行で運行経路および停車停留所を変更して22年ぶりに運行を再開した。当初は9月30日までの期間限定であったが、10月1日以降も運行が継続された。甲府市・甲斐市・南アルプス市・静岡市にのみ停留所を設置。
    - 静岡駅前 - 新静岡 ＝ 甲府駅 - 竜王

  - 2013年（平成25年）2月1日 - 南巨摩郡身延町に身延（梅平）停留所追加。
  - 2014年（平成26年）10月1日 - 南巨摩郡南部町に道の駅とみざわ停留所追加。
  - 2017年（平成29年）2月1日 - 土日祝日のみの運行となった。
  - 2019年（令和元年）6月29日 - 中部横断自動車道一部開通区間延長により、運行経路を変更。新静岡ICから新清水IC間と増穂ICから白根IC間であった高速道路区間が新静岡ICから富沢IC間と下部温泉早川ICから白根IC間となったことを受け、道の駅とみざわ停留所を廃止し、身延（梅平）停留所を身延（隧道北口）に変更した。
  - 2020年（令和2年）9月 - 新型コロナウイルス感染症の流行により運休となった。
  - 2021年（令和3年）8月29日 - 中部横断自動車道の静岡 - 山梨間の全線開通に合わせ運行を再開した。

## 過去に所管していた路線

### こども病院線
静岡駅前 - 新静岡 - 千代田小 - 流通センター入口 - 流通センター（66）／こども病院（67）

## 休廃止路線

### 安東循環線
- 運行系統および主要停留所
  - 新静岡 - 静岡駅前 - 県庁前 - 中町 -（→ 八千代町 →・← 馬場町 ←）- 赤鳥居 - 円山町 - 大岩本町 - 臨済寺前 - 大岩神田町 - 安東小学校前 - 岩成不動 - 西千代田 - 緑町 -（→ 国立病院前 →・← 横内小学校前 ← 国立病院入口 ← 城東町 ← ）- 水落町静岡電報局前 - 市民文化会館入口 - 新静岡
- 概説
  - 静岡鳥坂営業所開設時に静岡国吉田営業所から移管された路線であり、静岡唐瀬営業所の開設時に同営業所に移管された。

### 城北線
- 主要停留所
  - 新静岡 - 静岡駅前 - 栄町 - 日の出町 - 音羽町 - 横内町 - 巴町 - 緑町東 - 白百合幼稚園前 - 千代田母子寮 - 北安東 - 城北高校前（75）
- 概説
  - 静岡鳥坂営業所開設時に静岡国吉田営業所から移管された路線であり、静岡唐瀬営業所の開設時に同営業所に移管された。

### 県立美術館線（旧）
- 停車停留所
  - 草薙駅前 - 草薙駅入口 - 美術館駅前 - 並木通り - プロムナード - 県立美術館
- 概説
  - 静岡県立美術館の開館に合わせ、同館と静鉄県立美術館前駅および草薙駅、JR草薙駅を結ぶシャトル路線として開設された。路線開設にあたり、特別塗装が施された専用車（日野レインボーRJ）が導入された。運転席背面に美術館の展覧内容VTRを放映するアナログテレビが装備された特別仕様車で、車検・整備等を除きほぼ限定で使用されていた。[74][75]
  - 1990年代前半には「草薙瀬名新田線」に整理統合され、「運動場線」が新静岡・静岡駅前発着の「県立美術館線」に名称変更された。
- 沿革
  - 1986年（昭和61年）
    - 3月25日 - 静岡鉄道静岡清水線に県立美術館前駅が開業した。
    - 4月18日 - 静岡県立美術館の開館に合わせて静岡国吉田営業所の管轄で運行を開始した。なお、同営業所の管轄する「運動場線」も美術館線への乗り入れる系統を開設した。
      - 県立美術館線：草薙駅前 - 草薙駅入口 - 美術館駅前 - 並木通り - プロムナード - 県立美術館
      - 運動場線：新静岡 - 静岡駅前 - 栄町 - 下横田 - 静岡盲学校前 - 曲金七丁目 - 静岡学園入口 - 聖一色 - 青少年センター - 国吉田公民館 - 並木通り - プロムナード - 県立美術館（44）

  - 1989年（平成元年）8月 - 国吉田営業所廃止に伴い鳥坂営業所に移管された。
  - 1990年（平成2年）11月 - 都市計画道路 南幹線（現県道407号静岡草薙清水線）が全面開通した。[30]
  - 1991年（平成3年）4月1日 -「草薙瀬名新田線」に整理統合され路線名が一旦消滅した。

### 運動場線
- 運行系統および主要停留所
  - 新静岡 - 静岡駅前 - 栄町 - 下横田 - 静岡盲学校前 - 曲金七丁目 - 静岡学園入口 - 聖一色 - 青少年センター - 栗原（県総合運動場駅） - 東芝前（43）
  - 新静岡 - 静岡駅前 - 栄町 - 下横田 - 静岡盲学校前 - 曲金七丁目 - 静岡学園入口 - 聖一色 - 青少年センター - 国吉田公民館 - 並木通り - プロムナード - 県立美術館（44）
  - 池田山団地静岡英和短大 - テレビ静岡前 - 美術館駅前 - 草薙駅前
- 概説
  - 1950年代末期に「国吉田循環線」の下横田 - 運動場入口（国吉田車庫）区間を「東部国道本線」に整理して静岡第二営業所の管轄で開設された路線であり、現在の市道曲金国吉田線（通称 池田街道）を経由して静岡市街と東豊田地域の池田、聖一色、国吉田地区を結んでいた。開設当初は静岡県草薙総合運動場周辺南部は長閑な丘陵地帯であり、1日6往復、乗車密度0～4人程度の赤字路線であったが、[76]徐々に周辺の開発が進行により増回され、複数の路線、系統が開設されていった。
  - 1960年代前半には日本平パークウェイ（現 市道池田日本平線）の開通に伴い、前身の「国吉田循環線」の国道まわりの系統を復活させる形で「東部国道本線」の国吉田車庫から「運動場線」に乗り入れ、円福寺から分岐して日本平に至る「静岡日本平線」が開設された。沿線には、池田山に静岡英和女学院短期大学が開学し、聖一色にも静岡学園高等学校が開校した。
  - さらに1960年代末期には、日本平動物園の開園に伴い「動物園線」「駅南動物園線」が開設され、「静岡日本平線」はこれらの路線と同様に池田まわりで円福寺手前から日本平方面に分岐する経路に変更される一方、国吉田車庫 - 日本平動物園区間は「運動場線」に統合された。これにより、同線は新静岡・静岡駅と運動場前駅を結節点とする従来の系統と、静岡英和短大および日本平動物園から運動場前駅を結節点とする系統の大きく二つの系統となった。
  - 以降、1970年代にかけては、周辺の開発が進行し、静岡鉄道不動産部も池田山団地や聖一色など沿線に宅地開発を進めた。さらに、国吉田地区東側の谷田地区には静岡県が文化センターとして静岡女子大学を開学し、隣接地には県立中央図書館の建設を進めたことから、再び「東部国道本線」の国吉田車庫から国道まわりで「運動場線」に乗り入れ、栗原（運動場前駅）から旧東海道を経由して文化センター地区を結ぶ「文化センター線」が開設された。
  - 1970年代末期には、文化センター地区に静岡県立美術館や静岡県立大学の建設が計画され、静清土地区画整理事業により静岡清水の中間に位置する草薙駅周辺の交通結節点強化が計画されたため、静鉄草薙駅および国鉄草薙駅を結節点として「草薙瀬名新田線」が開設され、運動場前駅が結節点であった「文化センター線」は廃止された。[77]
  - 1980年代には土地区画整理事業の進捗と、池田街道および旧東海道の新道の役目を担う都市計画道路 南幹線（現 県道407号静岡草薙清水線）の部分開通によって、南幹線経由への系統の一部変更や草薙地区への路線の延伸が行われた。1980年代初頭には、曲金4丁目交差点から聖一色交差点までの区間は南幹線を経由し、市道日本平動物園線および静岡学園入口停留所から池田街道に戻る運行経路に変更された。さらに、静岡県立美術館の開業にあわせ、南幹線と並行する静岡鉄道静岡清水線の運動場前駅 - 草薙駅間に県立美術館駅が開業し、草薙駅から南幹線、県立美術館前駅を経由して美術館を結ぶ「県立美術館線」が開設されると共に「運動場線」についても池田街道から南幹線に分岐し、県立美術館前駅を経由して県立美術館に乗り入れる系統が開設された。[78]
  - 1990年代には、美術館系統は青少年センター前から新たに整備された市道草薙駅通1号線を直進し、県立美術館前駅を経由せず国吉田公民館を経由する運行経路に変更される一方、池田山団地系統は聖一色交差点から南幹線を経由し草薙駅まで延伸し、県立美術館前駅および草薙駅へのフィーダー系統に転換された。
- 沿革
  - 1961年（昭和36年）-「国吉田循環線」の多数の系統が重複する下横田 - 国吉田車庫区間を「東部国道本線」に整理して開設された。開設時は曲金踏切経由であった。
    - 新静岡 - 静岡駅前 - 栄町 - 下横田 - 曲金一丁目 - 曲金三丁目 - 静岡酸素前 - 静岡ガス工場前 - 東豊田小学校前 - 円福寺 - 聖一色 - 競技場入口 - 国吉田 - 栗原（運動場前）- 国吉田車庫前

  - 1963年（昭和38年）
    - - 聖一色に静岡学園の建設が開始された。[79]
    - 12月16日 - 東静岡駅（貨物駅）の建設工事に伴い柚木（ゆのき）地下道が完成した。[80]

  - 1964年（昭和39年）
    - 3月1日 - 日本平パークウェイ開通にあわせ「東部国道本線」の国吉田車庫前から「運動場線」に乗り入れ、円福寺から分岐して日本平に至る「静岡日本平線」が開設された。
    - 5月10日 - 東静岡駅（貨物駅）の建設工事に伴い国吉田跨線橋が開通した。[81][82]

  - 1966年（昭和41年）4月 - 聖一色に静岡学園高等学校が開校した。[79]
  - 1967年（昭和42年）- 都市計画道路 南幹線（現 県道407号静岡草薙清水線）の八幡本町三丁目 - 栗原間が開通した。[83]
  - 1968年（昭和43年）3月25日 - 草薙総合運動場に隣接して県立青少年センターが竣工した。[84]
  - 1969年（昭和44年）8月1日 - 日本平動物園の開園にあわせて「動物園線」「駅南動物園線」が開設され、「静岡日本平線」が両路線と同様に柚木地下道、曲金から池田街道を経由する運行経路に変更された。これに伴い運動場前駅と日本平動物園を結ぶ区間系統が「運動場線」に開設された。
  - 1972年（昭和47年）11月 - 同月現在の路線図では「文化センター線」が開設されている。
  - 1973年（昭和48年）11月15日 - 同日改正の時刻表では、新静岡 - 東豊田小学校間が「静岡日本平線」「動物園線」「駅南動物園線」と併行する新静岡発着の系統（43）が大幅に減便され、代わりに「池田線」を循環系統として増便する一方、以東は運動場前駅（栗原停留所）を主な結節点としている。新静岡発池田山団地行は通学便として下り朝1本のみ、英和短大通学系統である国吉田車庫発着の池田山団地系統（45）も1日1往復のみ、新静岡 - 国吉田車庫間の（43）系統は朝晩のラッシュ時以外は昼の1往復のみの1日6.5往復で、他は全て日本平動物園 - 国吉田車庫間の（44）系統が日中概ね25分間隔で運行されていた。 
    - 運動場線：
      - 新静岡 - 静岡駅前 - 栄町 - 下横田 - 静岡盲学校前 - 静岡酸素前 - 静岡ガス工場前 - 東豊田小学校前 - 円福寺 - 聖一色 - 競技場入口 - ゴルフ練習場前 - 国吉田 - 栗原（運動場前）- 国吉田車庫前（43）
      - 新静岡 → 静岡駅前 → 栄町 → 下横田 → 静岡盲学校前 → 静岡酸素前 → 静岡ガス工場前 → 東豊田小学校前 → 日本平入口 → 畑守稲荷前 → 東名日本平 → 池田山団地前
      - 国吉田車庫前 - 栗原（運動場前）- 国吉田 - ゴルフ練習場前 - 競技場入口 - 聖一色 - 円福寺 - 日本平入口 - 畑守稲荷前 - 東名日本平（ - 池田山団地前（45））- 日本平動物園（44）

    - 文化センター線：
      - 新静岡 - 静岡駅前 - 栄町 - 下横田 - 護国神社前 - いすゞ前 - 長沼 - 古庄 - 国吉田車庫前 - 栗原（運動場前）- 草薙駅入口 - 女子大入口 - 文化センター前（46）
      - （47）国吉田車庫前 - 栗原（運動場前）- 草薙駅入口 - 女子大入口 - 文化センター前

  - 1979年（昭和54年）8月 - 聖一色に静岡鉄道不動産部による分譲マンション「ハイコーポ池田山」（93戸）が竣工し、[85][86]競技場入口停留所がハイコーポ池田山入口に名称変更された。
  - 1983年（昭和58年）3月 - 同月現在の路線図では現在の県道407号（通称 南幹線）の部分開通に伴い静岡盲学校前 - 円福寺区間の経路が池田街道から南幹線と静岡学園入口経由に変更されている。
    - 新静岡 - 静岡駅前 - 栄町 - 下横田 - 静岡盲学校前 - 曲金七丁目 - 池田橋 - 静岡学園入口 - 円福寺 - 聖一色 - ハイコーポ池田山入口 - 青少年センター前 - 国吉田 - 栗原（運動場前） - 国吉田車庫前（43）
    - 日本平動物園・池田山団地 - 東名日本平 - 畑守稲荷前 - 日本平入口華王飯店前 - 円福寺 - 聖一色 - ハイコーポ池田山入口 - 青少年センター前 - 国吉田 - 栗原（運動場前） - 国吉田車庫前

  - 1985年（昭和60年）4月8日 - 同日現在の時刻表では、43系統は、平日7時台から19時台まで毎時1本の13往復、日祝日8時台からの12往復の運行であった。なお、「静岡日本平線」に乗り入れる池田山団地発着・動物園発着はそれぞれ平日朝晩1往復ずつ運行され、池田山団地系統は日祝日および英和短大休校日は運休となる通学便となっている。
  - 1986年（昭和61年）4月18日 - 静岡県立美術館の開館に合わせて国吉田から南幹線、県立美術館前駅を経由して「県立美術館線」に乗り入れる系統を開設した。
    - 新静岡 - 静岡駅前 - 栄町 - 下横田 - 曲金七丁目 - 池田橋 - 静岡学園入口 - 聖一色 - 青少年センター - 国吉田 - 美術館駅前 - 並木通り - プロムナード - 県立美術館（44）

  - 1989年（平成元年）8月 - 静岡国吉田営業所の廃止に伴い鳥坂営業所に移管された。
  - 1990年（平成2年）8月 - 同月現在の路線図では、県立美術館系統は青少年センターから国吉田公民館池田山団地系統は聖一色交差点から南幹線を経由する運行経路に変更され、池田山団地英和短大 - テレビ静岡前の区間は直通運行となっている。
    - 新静岡 - 静岡駅前 - 栄町 - 下横田 - 曲金七丁目 - 池田橋 - 静岡学園入口 - 聖一色 - 青少年センター - 栗原（運動場前）- 東芝前（43）
    - 新静岡 - 静岡駅前 - 栄町 - 下横田 - 曲金七丁目 - 池田橋 - 静岡学園入口 - 聖一色 - 青少年センター - 国吉田公民館 - 並木通り - プロムナード - 県立美術館（44）
    - 池田山団地静岡英和短大 - テレビ静岡前 - 美術館駅前 - 草薙駅前

  - 1991年（平成3年）4月1日 -「県立美術館線」が「草薙瀬名新田線」に整理統合されされた。
  - 1994年（平成6年）4月1日 - 池田山団地系統を「静岡日本平線」に整理し「県立美術館線」に名称変更された。[87]

### 石田大谷線
- 運行系統および主要停留所
  - 新静岡 - 静岡駅前 - 泉町 - 伊河麻神社前 -（静岡駅南口 - ）稲川町 - 女子商入口 - 登呂遺跡入口 - 下島北 - 宮竹 - 高松 - 大谷（12）・静岡駅南口発（13）
- 概説
  - 国吉田営業所の廃止の際に移管された、石田街道から浜街道を経由して大谷に至る郊外路線である。
- 沿革
  - 1989年（平成元年）- 鳥坂営業所に移管された。
  - 2008年（平成20年）4月1日 - 「石田街道線」に整理統合され、同年10月に小鹿営業所に移管された。

### 静岡久能山線
- 運行系統および主要停留所
  - 新静岡 - 静岡駅前 - 泉町 - 南町 - 女子商入口 - 登呂遺跡入口 - 下島北 -（宮竹二丁目・宮竹）- 高松 - 大谷 - 久能山下（14）
- 概説
  - 国吉田営業所の廃止の際に移管された、石田街道から浜街道・久能街道（旧国道150号）を経由して久能山東照宮の表参道に至る郊外路線である。
  - 狭隘区間が多いため中型バス限定での運行であった。[88]特に久能街道沿いの天井川を抜ける青沢トンネルは狭隘区間としても地学の題材としても名所であったが[89]1985年（昭和60年）に竣工した殿谷川橋建設工事により解体されている。
- 沿革
  - 1989年（平成元年）- 国吉田営業所の廃止に伴い鳥坂営業所に移管された。
  - 1990年（平成2年）8月16日 - 馬渕経由から泉町（市道宝台院下島線）および南町（南安倍町曲金一丁目線）経由に運行経路が変更された。[90]
  - 2008年（平成20年）4月1日 - 「石田街道線」に整理統合され、同年10月に小鹿営業所に移管された。

### 美和線、秋山新田線、新美和線
- 概説
  - 戦時統合により静岡鉄道に吸収された山下自動車商会が昭和初期に開設した井ノ宮 - 足久保舟沢間の路線をルーツとし、戦後は静岡営業所、1950年代後半以降は静岡第二営業所（のちの国吉田営業所）が管轄していたが、1970年代初頭に鳥坂営業所に移管された路線である。
  - 静岡市中心部と安倍川右岸の足久保地域を結ぶ郊外山間路線であったが、1960年代後半からの急速な宅地開発に伴いワンマン運行の「秋山新田線」を開設し、さらに美和団地まで延伸し「新美和線」（のちに美和線に統合）を開設するなど1970年代にかけて輸送力増強が図られ、市内中心部と郊外のベッドタウンを結ぶ基幹路線へと変貌を遂げた。一方で人口急増により安倍川、狩野橋付近のラッシュ時の渋滞が激化したため、これを緩和するため梅ヶ島街道（現 県道29号）ならびに美和トンネルの建設が進められた。
  - 1980年代末期から1990年代中盤にかけては静岡市や静岡県、運輸省の支援を受け、都市新バスシステムの導入や主要停留所への駐輪場の整備などのサービス改善が図られ、新静岡・静岡駅を挟んだ南北アクセスの向上のため「小鹿大谷線」と統合され「美和大谷線」となった。
- 沿革
  - 1935年（昭和10年）山下自動車商会が井ノ宮 - 足久保舟沢間に路線を開設した。[91]
  - 1938年（昭和13年）5月 - ガソリン統制により運行を中断した。
  - 1943年（昭和18年）10月21日 - 戦時統合により静岡鉄道が山下自動車商会を買収し、路線が承継された。[20]
  - 1951年（昭和26年）運行が再開された。
    - 静岡駅 - 篭上 - 舟沢

  - 1953年（昭和28年）敷地まで延伸している。
    - 静岡駅 - 篭上 - 舟沢 - 敷地

  - 1956年（昭和31年）- 静岡第二営業区（国吉田）の管轄となった。
  - 1955年（昭和30年）12月15日 - 敷地 - 足久保奥間の路線免許が申請された。[92]

  - 1957年（昭和32年）- 足久保奥まで延伸した。
    - 静岡駅 - 篭上 - 秋山新田 - 舟沢 - 足久保奥

  - 1958年（昭和33年）- 7月現在の市内路線図では、井の宮局前 - 仲町間が「安倍線」は材木町経由、「美和線」は神明町経由となっている。
  - 1960年（昭和35年）- 支線系統の内牧線が開設された。[93]
  - 1961年（昭和36年）- 栗島まで延伸した。[93]
    - 静岡駅 - 神明町 - 篭上 - 秋山新田 - 下与左衛門新田 - 西ヶ谷 - 内牧
    - 静岡駅 - 神明町 - 篭上 - 秋山新田 - 下与左衛門新田  - 遠藤新田 - 舟沢 - 敷地 - 栗島

  - 1962年（昭和37年）
    - 9月15日 - 静岡市内線の廃止と代行バスの運行開始に伴い新区間の運行を開始した。[94]
      - 静岡駅 - 新静岡 - 中町 - 赤鳥居 - 材木町 - 妙見下 - 篭上 -（略）

    - 10月5日 - 永久橋の狩野橋の建設が着工した。[95]

  - 1963年（昭和38年）- 栗島から谷沢に車庫を移転し谷沢まで延伸した。車庫の移転費用は地元住民の出資で行われた。[96]
    - 静岡駅 - 篭上 - 秋山新田 - 下与左衛門新田 - 舟沢 - 敷地 - 栗島 - 谷沢

  - 1965年（昭和40年）
    - 5月 - 安倍川に秋山町と美和地区を結ぶ永久橋の狩野橋が竣工した。
    - 6月 - 静岡鉄道不動産部が秋山新田に分譲を開始した。[97]
    - 8月16日 - 宅地開発の進む秋山新田と静岡駅間の輸送力増強のために多区間料金制ワンマン運行の「秋山新田線」が開設された。

  - 1966年（昭和41年）5月10日 - 新静岡センター開業にあわせたダイヤ改正で増回が図られた。
  - 1968年（昭和43年）[98]
    - - 安倍口団地（1,460戸）への入居が開始された。
    - 3月 静岡鉄道不動産部が安倍口新田に61区画の造成、販売を開始した。

  - 1969年（昭和44年）7月 - 静岡鉄道不動産部が遠藤新田字松森に美和団地（143区画）の造成を開始した。[99][97]
  - 1970年（昭和45年）
    - - 静岡県住宅供給公社が足久保団地の造成を開始した。[100]
    - 4月23日 - 静岡鳥坂営業所が開設され、静岡国吉田営業所から「美和線」が移管された。

  - 1971年（昭和46年）
    - 2月 - 静岡鉄道不動産部が足久保口組に68区画の分譲を開始した。[97][101]

  - 1972年（昭和47年） - 11月現在の路線図では、 安倍口団地、美和団地の輸送力増強のため「秋山新田線」を延伸した「新美和線」が開設されており、安倍口団地経由を（125）としていた。籠上 - 中町間の経路が「安倍線」「静岡井川線」と同じ材木町経由に統合され、神明町経由は「井の宮線」に整理されている。
    - 新美和線
      - 静岡駅前 - 新静岡 - 材木町 - 籠上 - 秋山町 - 安倍口 -（- 安倍口団地南 -）- 美和団地（124・125）

    - 美和線
      - 静岡駅前 - 新静岡 - 材木町 - 籠上 - 秋山町（122） - 西ヶ谷入口 - 内牧（123）
      - 静岡駅前 - 新静岡 - 材木町 - 籠上 - 秋山町 - 安倍口 - 美和団地 - 足久保団地（126）
      - 静岡駅前 - 新静岡 - 材木町 - 籠上 - 秋山町 - 安倍口 - 美和団地 - 谷沢（127）

  - 1973年（昭和48年）8月 - 原田入口団地、足久保団地への入居が開始された。 [101]
  - 1976年（昭和51年）4月6日 - バックカメラ付のバスの導入により、足久保奥系統が谷沢から奥長島まで延伸した。[102]これにより「美和線」もワンマン化が完了し、「新美和線」は「美和線」に統合された。
    - 静岡駅 - 籠上 - 秋山新田 - 下与左衛門新田 - 原田 - 舟沢 - 敷地 - 栗島 - 谷沢 - 奥長島（127）

  - 1978年（昭和53年）10月 - 狩野橋の渋滞対策として建設が進められていた梅ヶ島街道の美和トンネルが開通した。[63]
  - 1981年（昭和56年）の路線図では次の系統が存在した。
    - 静岡駅前 - 新静岡 - 籠上 - 秋山町 - 下与左衛門 - 西ヶ谷入口 - 内牧（123）
    - 静岡駅前 - 新静岡 - 籠上 - 秋山町 - 下与左衛門 - 安倍口 - 安倍口団地南 - 美和団地（124）
    - 静岡駅前 - 新静岡 - 籠上 - 秋山町 - 下与左衛門 - 安倍口 - 美和団地（125）- 足久保団地（126）
    - 静岡駅前 - 新静岡 - 籠上 - 秋山町 - 下与左衛門 - 安倍口 - 美和団地 - 原田（128）- 奥長島（127）

  - 1983年（昭和58年）3月 - 国鉄静岡駅北口広場整備事業の完了により、静岡駅北口バスターミナルが開設された。[12]これに伴い新静岡の乗り場が変更され、上りのみ伝馬町経由となった。
    - 新静岡 -（ → 静岡駅前 → ・ ← 伝馬町 ←）- 県庁市役所前 -（略）

  - 1989年（平成元年）
    - 3月 - 美和団地停留所に「サイクルアンドバスライド」として駐輪場が整備された。 [13][14]
    - 8月 - 都市新バスシステム用車両が導入された。[9][15]
    - 12月 - 新静岡 - 足久保団地区間で都市新バスシステムの運用が開始された。[15]

  - 1991年（平成3年）
    - - 安倍口新田停留所に「サイクルアンドバスライド」として駐輪場が整備された。[13]
    - 6月 - 静岡市西ヶ谷総合運動場が完成し、内牧系統が「西ヶ谷線」として分離された。[103]

  - 1993年（平成5年）8月 - プリペイドカード（のちのパサールカード）の導入テストを開始した。[104]
  - 1995年（平成7年）- 小鹿営業所の所管する「小鹿大谷線」を統合し「美和大谷線」となった。[10]

### 新静岡セノバ直行便美和号
- 足久保団地→《この間各バス停に停車》→妙見下→《この間ノンストップ》→県庁・静岡市役所葵区役所→新静岡
  - 2011年10月15日から新静岡セノバへの直行便として運転を開始した。
  - 足久保団地からの便は静岡駅を経由せず、新静岡を終着地としていた。なお、新静岡→足久保団地行き系統もあったが、こちらは各バス停停車となり、静岡駅も経由していた。
  - 休日ダイヤのみ運行であった。
  - 2012年10月28日の運転をもって廃止。

### 竜爪山線りゅうそう号
- 瀬名新田 - 則沢
  - 2009年（平成21年）4月1日から運行を開始したデマンドバス。専用車両としてハイエースが2台用意されていた。
  - 運行1か月前から前日の17時までに、静鉄バスコールセンターへの電話予約が必要。
  - パサールカード・LuLuCaほか全国の交通系ICカードを使うことができる。
  - 2024年（令和6年）9月30日を以って運行終了。

### 静岡井川線
- 新静岡 - 静岡駅前 - 六番 - 横沢（トイレ休憩）- 井川駅前（トイレ休憩）- 井川本村 - 八木尾又（500）- 畑薙ロッジ - 畑薙第一ダム（501）
  - 新静岡 - 六番間は急行運転であった。[注 6]
  - 全線の所要時間約3時間半という、しずてつジャストラインの一般路線バスの中で最長の路線であった。
  - 専用車両として、2007年にトップドアの日産ディーゼル・スペースランナーRAが2台導入されたものの、わずか1シーズン足らずで路線が廃止となっている。[注 7]
  - 2008年5月31日限りで廃止、翌6月1日から横沢までは「安倍線」となり、横沢以北については静岡市が井川地区自主運行バスを運行している（しずてつジャストラインは運行に関与しない）。

### 静岡甲府線（急行）、特急信玄号
- 主要停留所
  - 新静岡 - 静岡駅前 - 下横田 - 草薙 - 清水駅前 - 興津駅入口 - 但沼 - 宍原 - 県界 - 万沢 - 町屋 - 南部 - 総門 - 身延町役場 - 新早川橋 - 鰍沢 - 青柳 - 南湖 - 花輪 - 伊勢一丁目 - 甲府駅前（400）
- 概説
  - 国道1号の静岡 - 興津間を運行していた「東部国道本線」と現在の国道52号を運行する「山の手線」を急行運転し、宍原から山梨交通の営業区域を通じて甲府駅まで結ぶ路線であり、1954年（昭和29年）7月に山梨交通との相互乗り入れで開設された。なお「400」の系統番号は静岡鉄道担当便のみ使用されていた。
  - 1964年（昭和39年）に路線と並行する身延線に優等列車である準急「富士川」の運行が開始され、その後の静岡への延伸、増回によって静岡 - 甲府間の所要時間では劣勢に立たされた。道路事情の改善もあり急行から特急に格上げされ所要時間が短縮されたものの、沿線の過疎化やモータリゼーションの発達により次第に利用客が減少し、1970年代末期には山梨交通が運行から撤退し、静岡鉄道による1日2往復の単独運行まで減少した。
  - 1980年代末期にはNHKの大河ドラマ『武田信玄』の放映に合わせ特急「信玄号」として増回を図ったが1990年（平成2年）に運行を休止した。一方で中部横断自動車道の建設計画が進行中であったため路線の廃止はせず、2012年（平成24年）には再び山梨交通との共同運行で高速路線として「静岡甲府線」の運行を再開した。
- 沿革
  - 1954年（昭和29年）
    - ４月 - 山梨交通との相互乗り入れの計画申請が認可された。
    - 7月1日 - 両社3往復ずつの1日6往復で共同運行を開始した。6時台から16時台まで2時間ごとの運行で静岡 - 甲府間の所要時間は4時間であった。

  - 1956年（昭和31年）6月 - 機構改正により静岡営業所静岡第二営業区の管轄となった。
  - 1958年（昭和33年）7月1日 - 同日改正の時刻表では運行本数に増減は無いものの交通量の増加に伴い所用時間が4時間15分に増加している。
  - 1970年（昭和45年）- 静岡国吉田営業所から静岡鳥坂営業所の管轄となった。
  - 1973年（昭和48年）11月15日 - 同日現在の時刻表では静岡鉄道2往復、山梨交通1往復の1日3往復に減便されているが、急行から特急に格上げされており、所用時間は2時間55分に短縮されている。
  - 1978年（昭和53年） - 静岡鉄道による単独運行となり、静岡発6時台、8時台の2本、夕方16時台と18時台に静岡着の1日2往復まで減少している。[105]
  - 1985年（昭和58年）4月8日 - 同日現在の時刻表では所要時間は3時間5分となっている。
  - 1988年（昭和63年）- 特急「信玄号」として増回された。
  - 1990年（平成2年）11月 - 無期限運休となった。
  - 2012年（平成24年）7月20日 - 中部横断自動車道の部分開通と高速バス需要の高まりを受け、山梨交通との共同運行で高速路線として「静岡甲府線」の運行を再開した。

### 東名静岡沼津線
- 運行系統および停車停留所
  - 新静岡 - 静岡駅前 - 東名静岡 - 東名日本平 - 東名清水 - 東名興津 - 東名由比 - 東名蒲原 - 東名富士 - （ - 吉原中央駅（301））- 東名中里 - 東名原 - 東名沼津 - 沼津駅前（300）
- 概説
  - 国吉田営業所が所管していた「静岡沼津線（急行）」を鳥坂営業所に移管した翌年に東名経由に付け替えて開設された。それまでの急行同様、富士急行との共同運行であった。
  - 沼津インター道路（現 県道83号 通称 沼津ぐるめ街道）から国道1号を超えて沼津駅周辺までの交通渋滞が年々激しさを増し、定時性の確保や所要時間で鉄道に太刀打ちできないため、吉原中央駅への区間系統も開設したが需要は伸び悩み、1980年代の運行休止前には新静岡 - 沼津間2往復/日、吉原中央間2往復/日の両社2往復づつまで減便されていた。
- 沿革
  - 1971年（昭和46年）- 「急行海岸本線」（静岡IC -焼津IC間）と共に「急行静岡沼津線」を東名高速経由（静岡IC - 沼津IC間）に付け替えて開設された。[106][7][107]
  - 1972年（昭和47年）11月現在の路線図では停車停留所は次の通り。[108]
    - 新静岡 - 静岡駅前 - 東名静岡 - 東名日本平 - 東名清水 - 東名興津 - 東名蒲原 - 東名富士川 - 東名松岡 - 東名富士 - 東名中里 - 東名原 - 東名沼津 - 沼津名店会館（300）

  - 1973年（昭和48年）4月1日 - 由比バスストップが開設され停車を開始した。同年4月現在の時刻表では1日10往復（静鉄5、富士急5）が運行されていた。[109]
    - 新静岡 - 静岡駅前 - 東名静岡 - 東名日本平 - 東名清水 - 東名興津 - 東名由比 - 東名蒲原 - 東名富士川 - 東名松岡 - 東名富士 - 東名中里 - 東名原 - 東名沼津 - 沼津名店会館（300）

  - 1975年（昭和50年）7月16日 - 1日6往復（静鉄3、富士急3）に減便されている。[110]
  - 1984年（昭和59年）1月31日 - 運行を休止した。
  - 1999年（平成11年）3月31日 - 廃止。

## 車両
- 三菱・いすゞ・日野・日産ディーゼルの4メーカー全ての車両が配置されているが、三菱といすゞが中心の車両構成で、日野と日産ディーゼル車の在籍は少数にとどまる。[111]
- 日産ディーゼル車は、前述の静岡井川線→南アルプス登山線で使用され、現在は特定輸送に使用されている専用車2台のみである。[111]
- 日野車は、高速車の他は2016年に唐瀬営業所から転属してきた2005年式ブルーリボンシティ2台のみである。
- 2022年に開設された安全研修センターで使用される教習専用車には当所の営業所ステッカーが貼付されている。
- ノンステップバスは主に市内中心部を運行する路線で使用され、山岳区間である安倍線の六番・下渡より先へ向かう系統には原則としてワンステップバスが主に使用されるが、稀に車両変更でノンステップバスが使用されることもある。
- 三菱車の中には中扉が4枚折戸になっているものがあった（右の写真参照）。これは1989年、美和線（現在の美和大谷線）にバスロケーションシステムを導入した際に22台集中配置されたもので、[112]内装もハイバックシートに横引きカーテンと他車よりグレードアップされていた。当初は全車が鳥坂営業所に配置されていたが、後年は新車導入などにより丸子営業所へ転属したものや教習車代用に転用されたもの、2004年の浜名湖花博シャトルバス用に相良営業所や浜岡営業所に一時転属した車両も現れ、路線車は2017年秋に、教習車に転用された車両も2019年春までに全車が除籍された。[9][11][113]
- 路線車としては静岡市内の営業所で最後までツーステップ車両が在籍したが、2022年秋に最後の2台が廃車され、全車が低床車両となった。

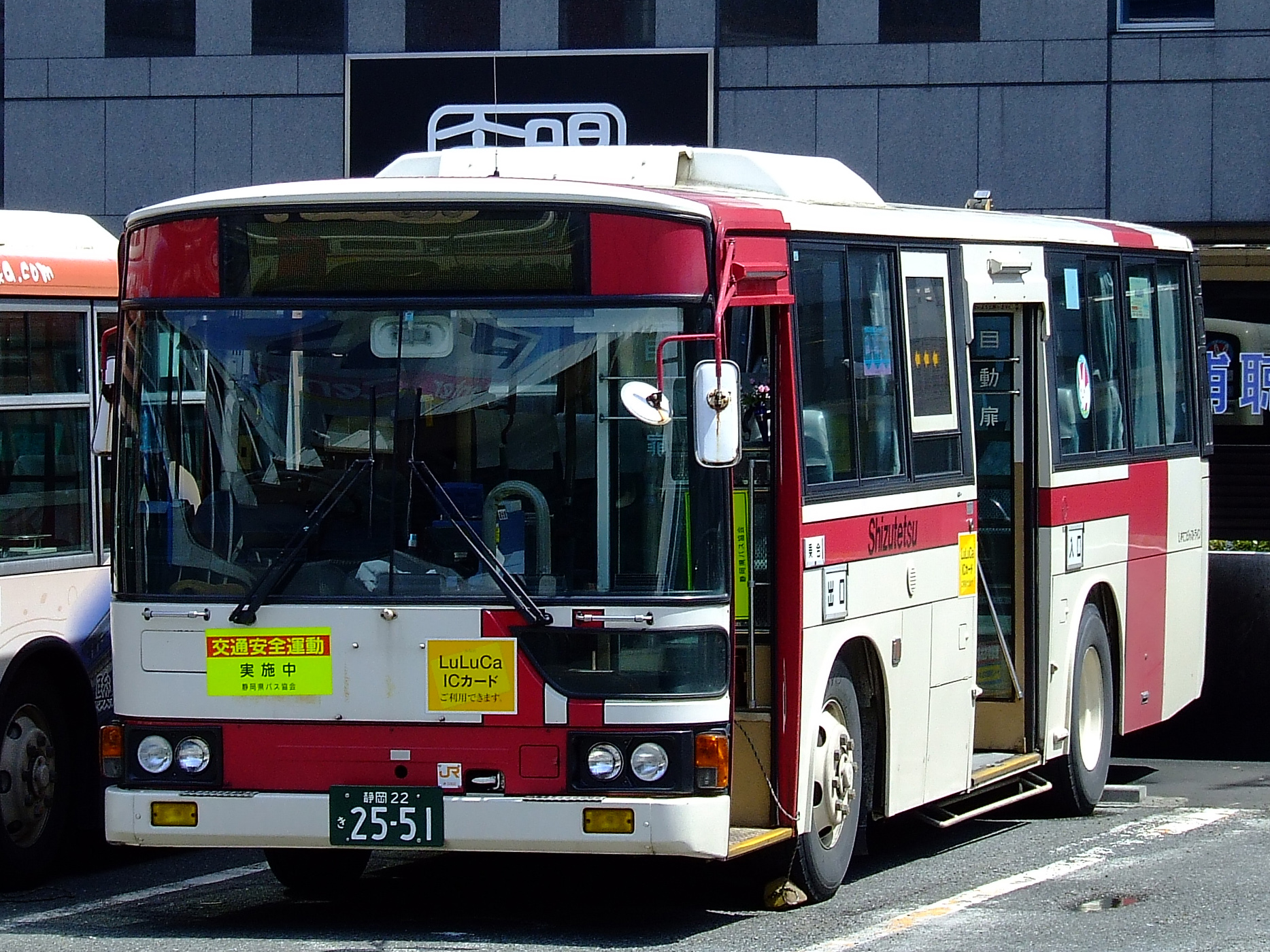
鳥坂営業所所属の三菱車。中扉が4枚折戸の特別仕様
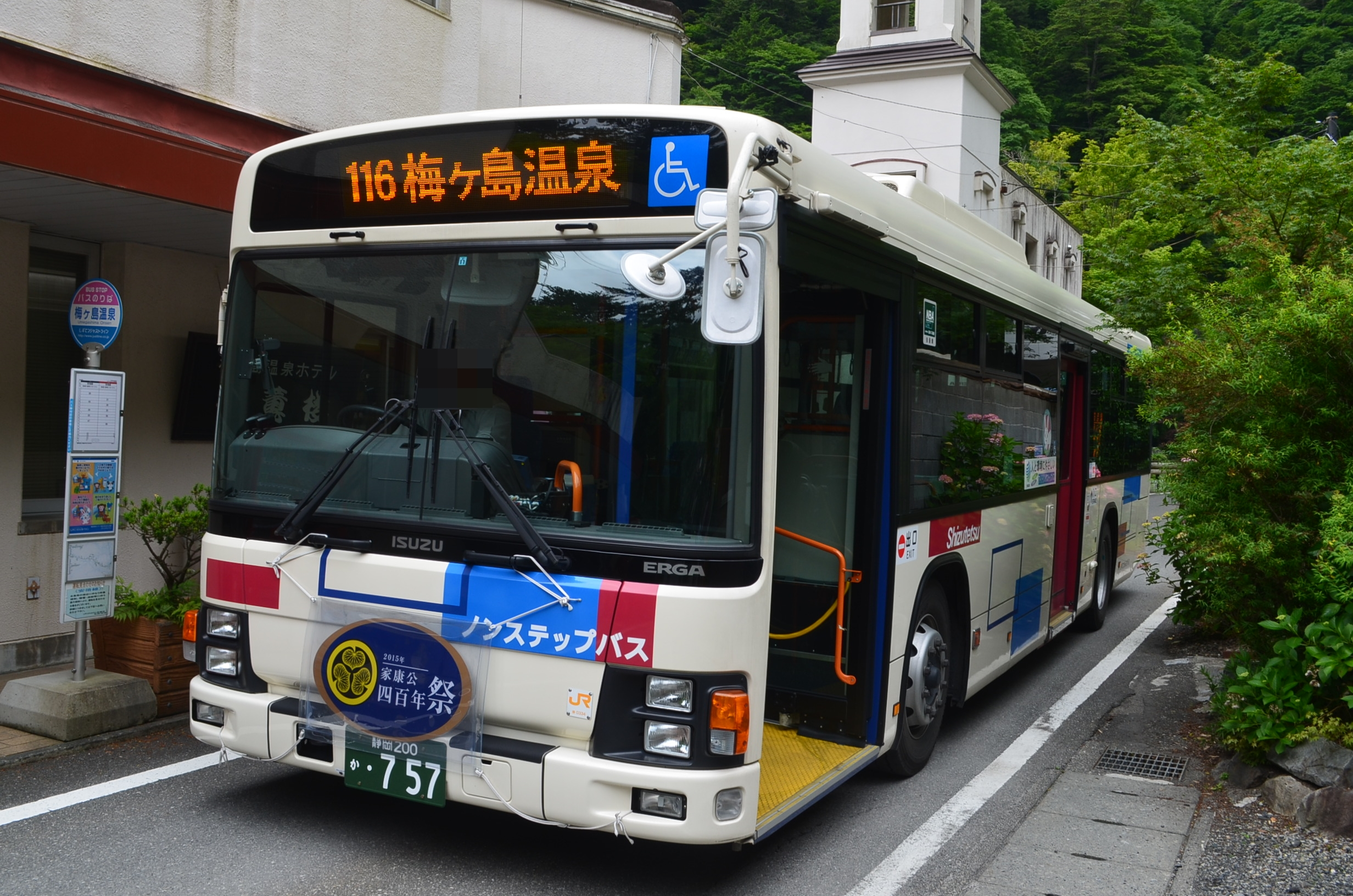
安倍線梅ヶ島系統に充当されたいすゞ・エルガノンステップ